# Искусственные цветы

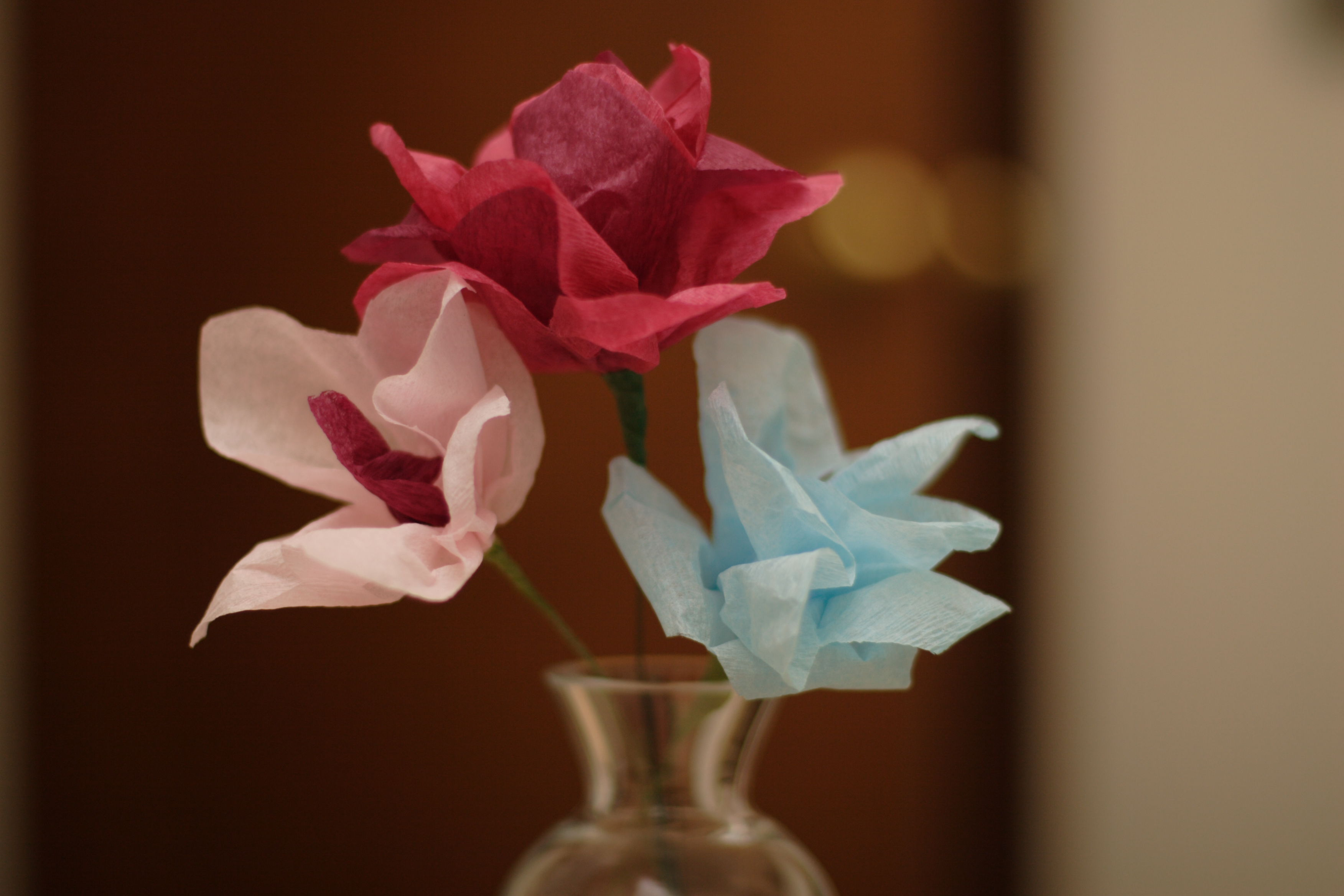
Искусственные цветы, сделанные из бумаги

Иску́сственные цветы́ — украшения, используемые для декорирования интерьера, одежды, причёски, выполненные в форме цветов.

## Материалы

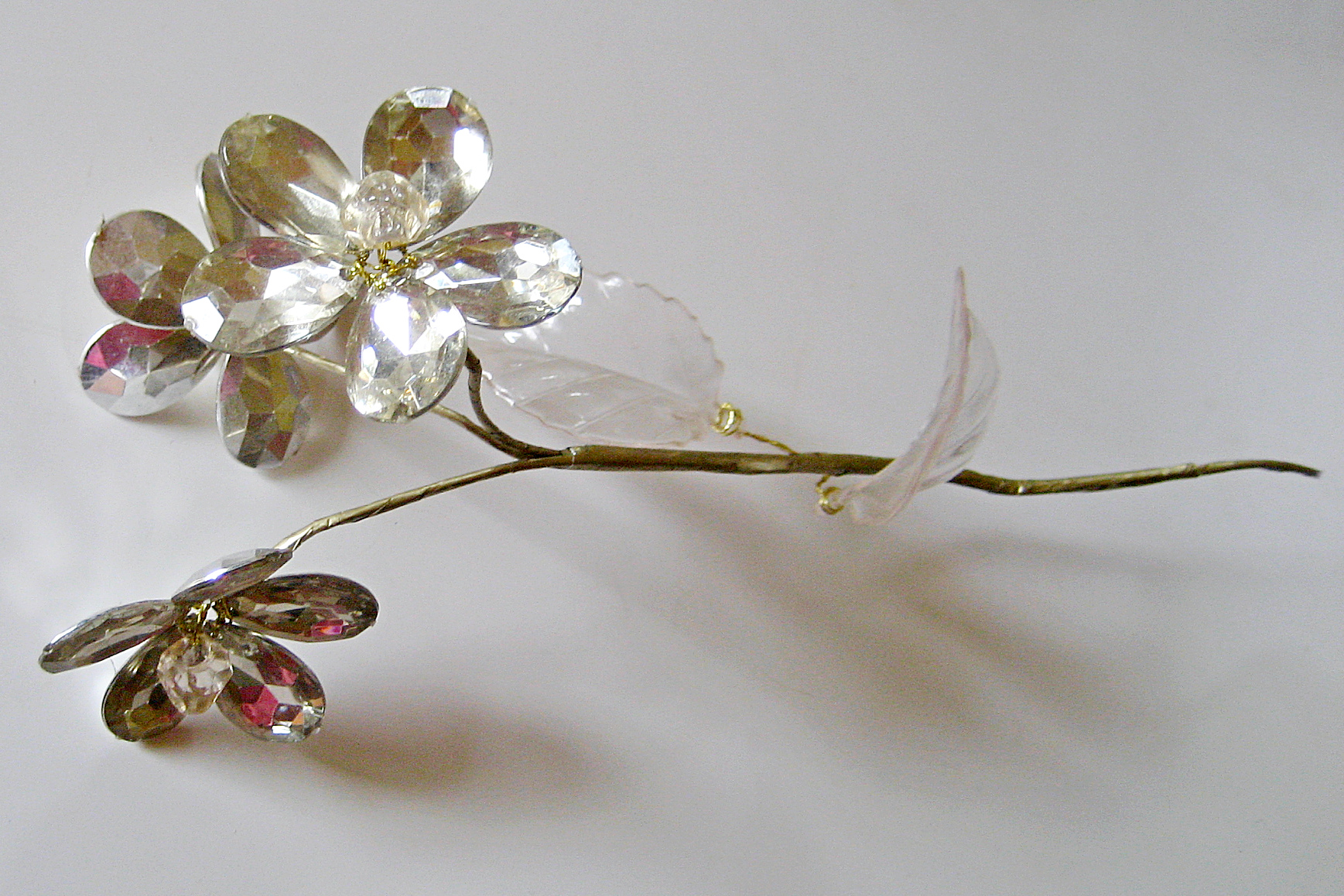
Цветы из стекла

Правильные формы и красивая окраска многих натуральных цветов позволяют делать их искусственно из самых разнообразных материалов: воска, бумаги, разных тканей, кожи, железа, жести и драгоценных металлов, бисера, из раковин, фарфора и других материалов.

## Изготовление
Несмотря на такое разнообразие материалов, в приемах производства много общего: разбирая натуральный цветок на его составные части, делают выкройки, а для массового производства и соответствующие выкройкам стальные «высечки», «формы» или «вырубки», которыми вырезают из взятого листового материала плоские части. Части эти округляют при помощи металлических или деревянных шариков с ручками, так называемых «булек», подкрашивают, если это нужно, и собирают цветок вокруг заготовленной центральной части цветка, приёмами, соответствующими свойствам взятого материала. Успех зависит от художественного чутья и наблюдательности исполнителя: в натуральных цветах никогда нет полной симметрии и однообразия, цветы оказываются неестественными и некрасивыми вследствие своей чрезмерной правильности и требуют окончательной отделки от руки.

### Цветы из ткани

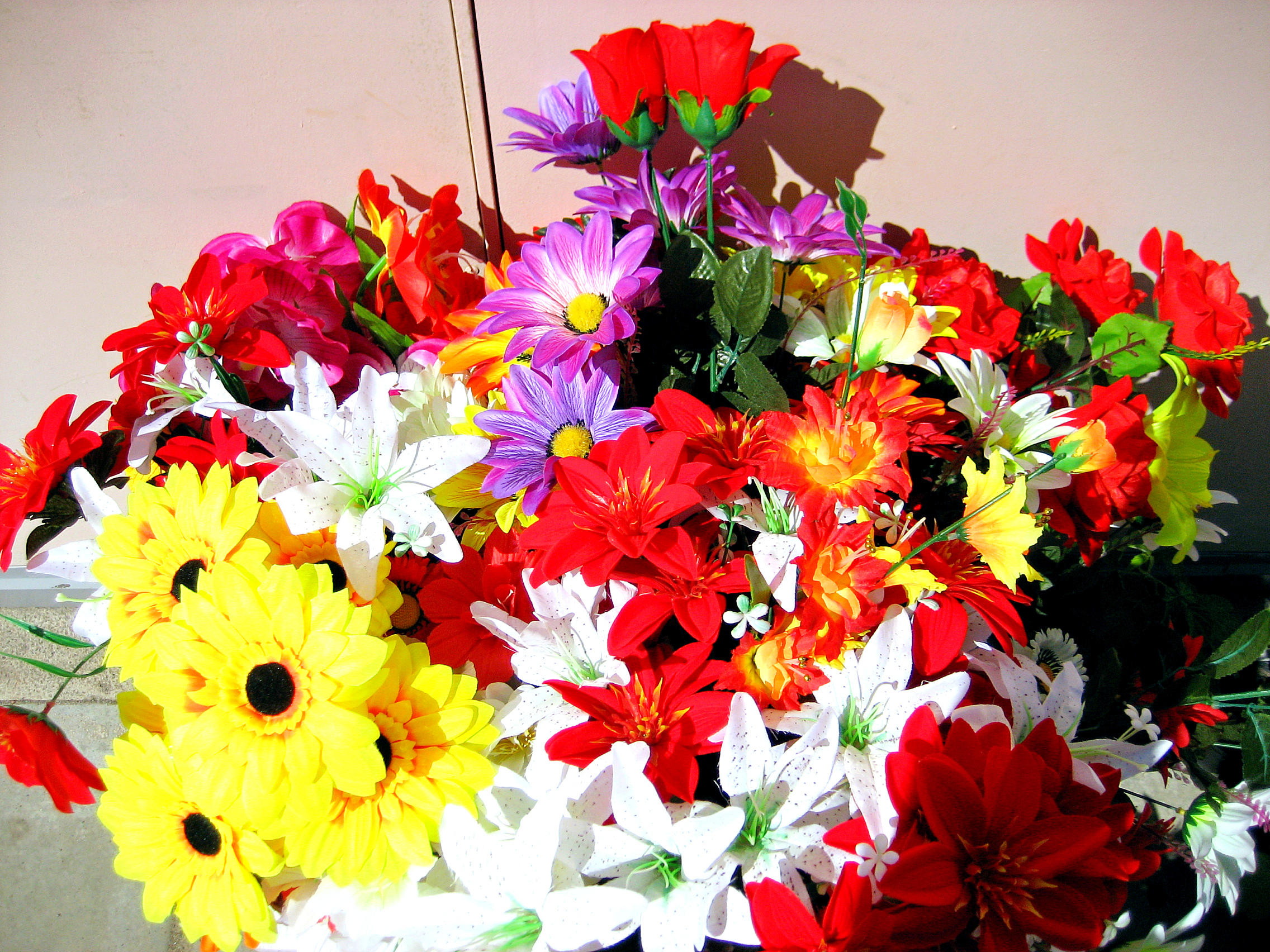
Искусственные цветы из ткани

Ткани для цветов используются такие как полиэстер, натуральный шёлк, латекс, софт, органза, пергамент. Если материал не был специально подготовлен на фабрике, его надо сначала обработать крахмалом (1 столовая ложка крахмала на 2 стакана воды) или желатином (2 чайные ложки на стакан воды), высушить и прогладить горячим утюгом.
Подкрашивают уже готовые лепестки, когда нужно получить оттенки, но для роз и других цветов, окрашенных однородно, краску прибавляют в крахмал; используют обычно анилиновые краски или составы для батика. Накрахмаленную ткань складывают раз в 6 или 8 и сшивают по краям ниткой или тонкой проволокой. Затем высекают из неё части цветка специальными формами, ударяя тяжёлым деревянным молотком. При этом надо вырезать лепестки так, чтобы наибольшие размеры приходились вкось относительно основы и утка, чтобы ткань хорошо тянулась при округлении «бульками». За вырезкой следует подкрашивание увлажнённых лепестков: краску наносят кисточкой или просто пальцем и смывают другой кисточкой, с водой, как при акварельной живописи. Затем следует выдавливание нагретой булькой на подушечке или на резиновой пластине. Жилки можно выдавливать от руки, держа лепесток на ладони и действуя концами пинцета или особым тупым, округлым «ножом». При массовом производстве жилки выдавливают машинами, состоящими из выпуклого штампа и соответствующей вогнутой матрицы. Для сборки цветка на соответствующей толщины проволоке сначала укрепляют завязь и тычинки, купленные готовыми или сформованные из смеси густого раствора гуммиарабика с равным количеством крахмала. Затем соответственные части приклеивают по порядку у основания цветка той же пастой или клеем. Проволока, изображающая стебель, обёртывается спирально полоской гофрированной бумаги, тканью, или же покрывается зелёной каучуковой трубочкой.
Подобными же приёмами, но очень упрощёнными, изготавливаются цветы из шёлковой и папиросной бумаги: бульки нагревать не приходится, и лепестки обыкновенно не подкрашивают.

### Инструмент для изготовления цветов из ткани
Бульки — стальные шарики, насаженные на металлические стержни. Число применяемых булек, как правило, не менее шести. Например: 5,15,20,30 мм в диаметре. Изменение размеров шариков на 1-2 мм в ту или другую сторону особого значения не имеет. В продаже булей не бывает, их можно заказать в слесарной или механической мастерской по рисункам. Бульками обрабатываются венчики, лепестки, чашелистики и в отдельных случаях листья, придавая им естественную форму характерную для данного цветка.

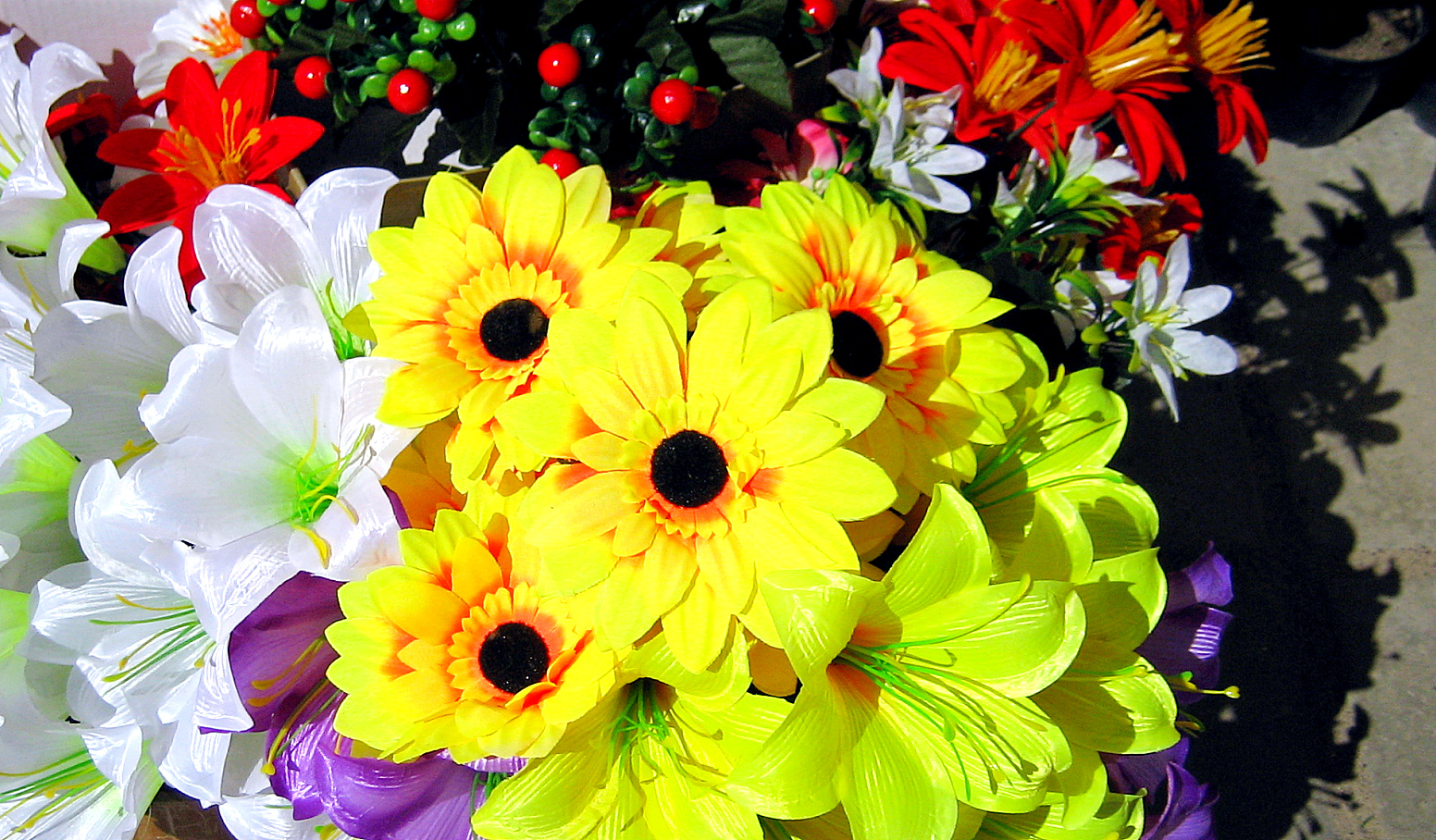
Искусственные цветы

Ножи завивочные — Одножильный и двужильный. Рабочей частью ножа является его кончик. Режущие кромки (острия) ножей должны быть несколько притуплены во избежание прорезывания ткани. При движении режущей кромки по материалу с относительно легким нажимом ножи должны оставлять ясно видимый след, а при более сильном нажиме нож должен скручивать материал. Ножи изготовляют в слесарной или механической мастерской из стальной проволоки (4-5 мм).
Нож одножильный — тупое изогнутое лезвие служит для обработки листьев и лепестков.
Нож двужильный — похож на одножильный, но с двумя лезвиями, которые получаются от проточки продольной бороздки, в тупом стальном лезвии. Необходим для обработки язычковых лепестков, чашелистиков, листьев
Крючок — металлический стержень в форме крючка с утонченным кончиком. Крючок необходим для обработки листьев и продолговатых лепестков.
Высечки — стальные стержни, позволяющие быстро и в большом количестве вырезать заготовки, заменяя ножницы. Рекомендуются для получения венчиков цветов с очень мелкими лепестками, например незабудки, сирени, ландыша, вырезка которых требует большого терпения и затраты времени. Каждая высечка должна соответствовать форме венчика определенного цветка. Высечки, так же как були и завивочные ножи можно изготовить в слесарной или механической мастерской.
Утюжок — металлический параллелепипед с отверстиями. Сквозь отверстие горячего утюжка протягивается полоска нажелатининой, сухой, нарезанная по долевой нитке полоска ткани шириной 0,5 — 1 см. Получаются трубочки, которые применяется при изготовлении флоксов, примул, хризантем.

### Цветы из воска
Для восковых цветов белый воск расплавляют в водяной бане и погружают в него на мгновение холодную стеклянную или металлическую пластинку, слегка намазанную маслом или мылом. Воск застывает на пластинке ровным слоем; из этих пластинок вырезают лепестки. Для зелёных частей цветка и листьев воск подкрашивают при плавлении. Выгибать лепестки можно деревянными бульками на ладони, причём теплота руки достаточно размягчает воск. Подкрашивают лепестки сухими красками при помощи растушек. Собирают части цветка на проволоке, подогревая слепляемые места на очень маленьком пламени спиртовой лампочки с фитилем из одной нити.

### Цветы из фарфора

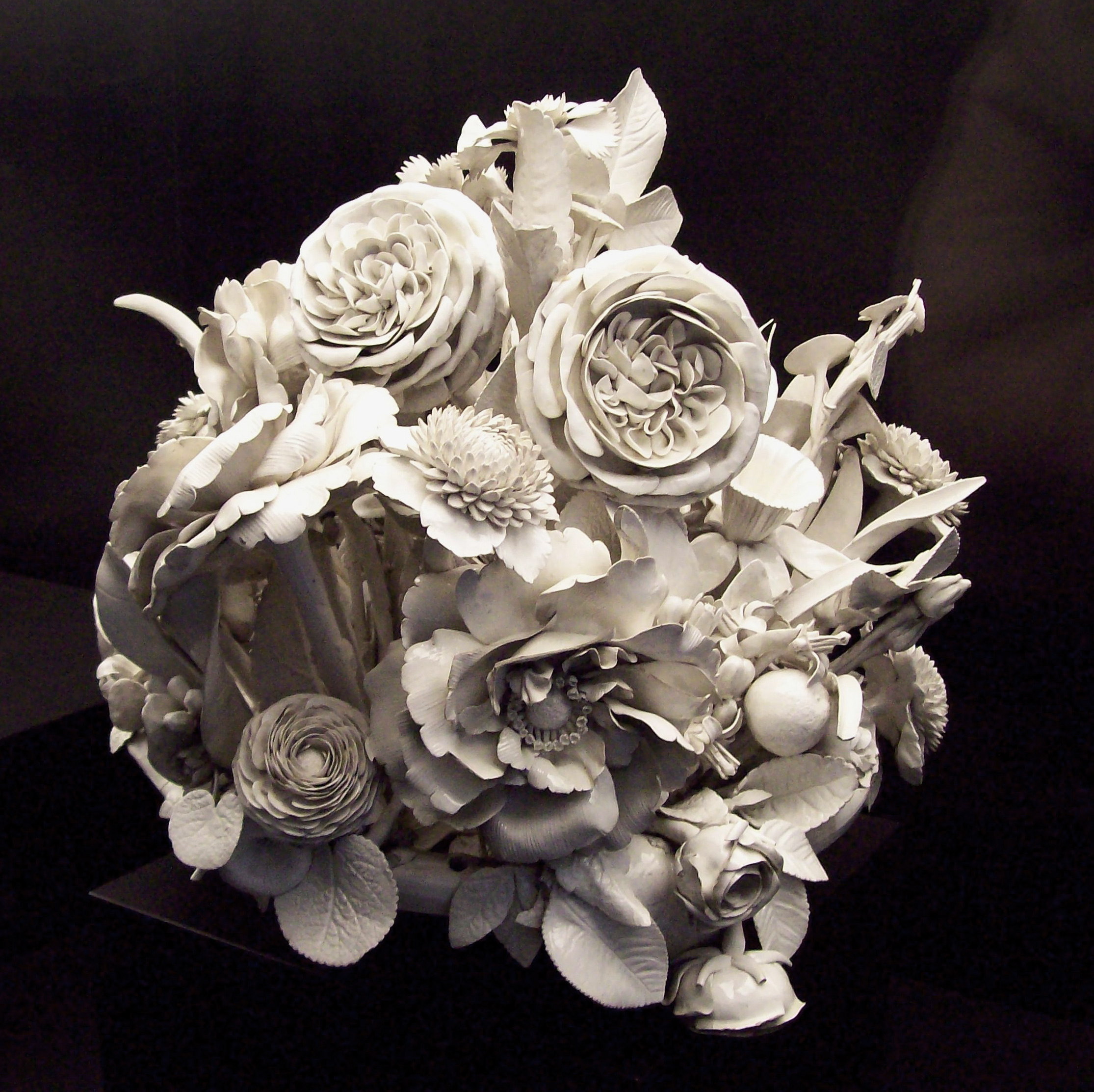
Цветы из керамики

Цветы из фарфора изготовляются из фарфоровой массы с примесью декстрина. От этой добавки она становится настолько пластичной, что её можно раскатать в тонкие пластинки и формировать цветы наподобие восковых. При первом обжигании декстрин выгорает, и полученный «бисквит» раскрашивают обычными для фарфора приёмами.

### Цветы из кожи
Из тонкой опойки вырезают лепестки и листья, а также грубое подобие завязи и тычинок; размочив кожу в тепловатой воде и дав ей слегка подсохнуть, приводят её в состояние, в котором она легко вытягивается, так что при помощи деревянных булек, тупого ножа и пальцев можно придать частям нужную форму и по высыхании наметить жилки подогретым тупым ножом.

### Цветы из железа
Жестяные цветы делаются штампованием и спаиванием; потом уже их раскрашивают лаковыми красками. Цветы, выкованные из железа, как орнамент для решеток и памятников, исполняются иногда художественно. Это искусство было развито в конце XV и в XVI столетий; в Венеции, во Флоренции, в Вене, Праге. Кованые цветы делают так: конец железного прутка оттягивают в тонкую лопаточку, из неё высекают контур с помощью зубил и выгибают на соответственных подбойниках, выделывают жилки и сваривают последовательно стебельки отдельных лепестков и листьев в общий стебель. Другой приём нужен для изготовления литых цветов из металла. Натуральный цветок, если он достаточно мясист, или восковую модель цветка окружают формовочной массой, вставив где следует проволочки, чтобы образовать пути для расплавленного металла и для выхода воздуха. Такую форму просушивают и затем медленно прокаливают: модель сгорает, и в образующуюся пустоту наливают расплавленный металл. Для отливки из серебра, бронзы и легкоплавких металлов берут смесь 3 части жжёного гипса, 1 часть толчёного кирпича, размешанную с водным раствором равных частей нашатыря и квасцов. Чтобы удалить золу, оставшуюся от сжигания модели, наливают в форму ртути, в которой зола всплывает.

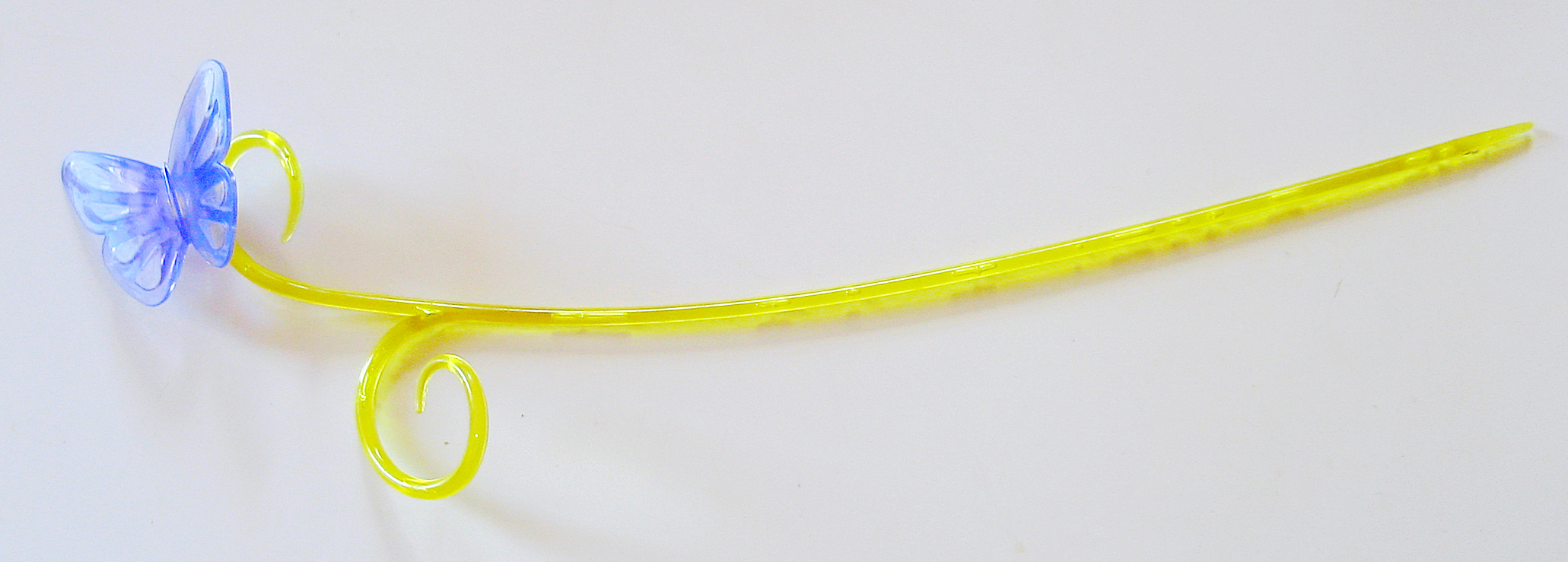
Цветок из пластика

### Цветы из пластика
В 50-е годы XX века стали изготавливать цветы из пластмассы. В настоящее время из пластика делают в основном заготовки завязей и тычинок, стебли, а также некоторые цветы (антуриума, каллы, листья фаленопсисов и другие).

### Цветы из мыла
Цветы из мыла делают двумя способами. Вырезание: брусок слоистого цветного мыла устанавливают в токарный станок, и круглыми углублениями формируют цветок. Законченный цветок является симметричным и правильным, но цветы не одинаковые и похожи на изготовленные вручную. Формовка: менее масляное мыло перемалывают в порошок и смешивают с водой. Эта паста используется как материал для моделирования. Листья и структура лепестка отпечатываются на мыле.

### Цветы из полимерной глины
Цветы делают из специальной полимерной глины, добавляя в глину краску. В России сейчас искусство создания цветов из полимерной глины называют «керамическая флористика».